# Мишленоваць (Доній Лапаць)
Мишленоваць (хорв. Mišljenovac) — населений пункт у Хорватії, у Лицько-Сенській жупанії у складі громади Доній Лапаць.

## Населення
Населення за даними перепису 2011 року становило 3 осіб.
Динаміка чисельності населення поселення: